# Ramón Anglasell i Serrano
Ramón Anglasell i Serrano (Barcelona, 22 de enero de 1821-Premiá de Dalt, 18 de diciembre de 1863) fue un catedrático, economista y escritor español.

## Biografía
Siguió la carrera de jurisprudencia en la Universidad de Barcelona, recibiendo en 1843 el título de licenciado en claustro pleno. En la cátedra de Economía Política sostenida por la Junta de comercio de Cataluña y desempeñada por Eudaldo Jaumeandreu, cursó aquella asignatura y, en los exámenes públicos celebrados en agosto de 1838, defendió la siguiente proposición: El raciocinio y la experiencia demuestran que el establecimiento de la maquinaria es útil a una nación. Fue nombrado, por real orden, regente agregado de la facultad de Filosofía en octubre de 1847. Asimismo, obtuvo en 1851 el nombramiento de catedrático de Economía Política y Derecho Público y Administrativo de la Universidad de Santiago; en 1853 fue trasladado a la de Barcelona. A raíz del crecimiento del número de alumnos, se le encomendó en 1857 la enseñanza de Economía Política Mercantil e Industrial. En 1863 pasó a desempeñar la cátedra de Instituciones de Hacienda Pública de España.
Formó parte de una comisión de la universidad encargada de contestar a un interrogatorio del Gobierno sobre desestanco de sal y tabaco. Asimismo, desempeñó en dos periodos distintos la consultoría del real patrimonio de Cataluña y formó el reglamento económico y administrativo de una casa de penitenciaria para esta capital, por encargo del alcalde corregidor. En 1857 fue nombrado socio de número de la Real Academia de Buenas Letras de Barcelona, así como de la económica. Fue, además, uno de los fundadores del Ateneo Catalán.
Falleció en Premiá, en la provincia de Barcelona, el 18 de diciembre de 1863. Para honrar su memoria, el Ateneo Barcelonés le dedicó el día 18 de junio de 1878 una solemne sesión, en la que se dio lectura a trabajos escritos por algunos de sus socios, entre los que se contaban Francisco Miquel y Badía, José Flaquer, Juan Bautista Orriols y Manuel Durán y Bas. Este último le dedicó, entre otros, el siguiente párrafo, que da una idea de cómo escribía:

Distinguíase Anglasell por su facilidad en los trabajos literarios. Su espontaneidad era verdaderamente prodigiosa. El mérito de los mejores, y son notables todos, es hijo más bien de la inspiración que del estudio. Son los más improvisaciones verdaderas; pero a su lectura diría cualquiera que son fruto de largas meditaciones y del infatigable esmero de un escritor atildado. Generalmente trazaba Anglasell el plan a vuela pluma, apenas recibido el encargo o cautivada la imaginación por el asunto de alguna memoria o discurso. Después en su modestia lo consultaba; pocas veces, empero, tenía que enmendarlo; e impaciente por darle cima, lo desenvolvía casi siempre sin hojear un libro. Si no le escaseaba el tiempo, recorría algún autor de nota, e introducía modificaciones en el primitivo trabajo; no eran estas sin embargo sus mejores páginas; no eran aquella de que ha podido decir con expresión feliz Letamendi, que están escritas con pluma de oro y pensamientos de ángel. Anglasell tenía más ideas propias que adquiridas; en sus escritos y discursos había más intuición que meditación: esto les daba aquella ingenuidad de pensamiento y aquella galanura de frase que tanto embelesan En todos, sin excepción, se encuentran ideas oportunas, sensatas, me atreveré a decir simpáticas, naturalmente traídas y gentilmente ataviadas, que encadenaba con arte y desarrollaba con sobriedad y calor.

## Obras
Escribió obras que versan sobre diversos asuntos y también algunos discursos y memorias, entre los que destacan:
- Memoria acerca de las ventajas que de la instrucción primaria puede reportar al país, especialmente los jefes de las familias obreras y dueños de establecimientos fabriles, proponiendo los medios más conducentes que pueden adoptarse para difundirla entre las clases jornaleras (1849)
- Vida de San Ramón Nonato (1855)
- Compendio de las lecciones de Economía Política (1858)
- Extracto del discurso pronunciado por [...] en la Junta General Extraordinaria de la Sociedad Catalana General de Crédito (1859)
- Discurso escrito para el acto de la constitución del Ateneo Catalán (1860)
- Estudio sobre la remuneración del trabajo (1864)